# A History of Violence
A History of Violence es una película estadounidense de 2005, dirigida por David Cronenberg y protagonizada por Viggo Mortensen, Maria Bello, Ed Harris y William Hurt. El guion, escrito por Josh Olson, está basado en la novela gráfica Una historia violenta de John Wagner y Vincent Locke. A History of Violence fue la última película en ser lanzada en VHS. Después de su lanzamiento en ese formato casero, ninguna productora quiso lanzar sus películas en ese formato debido a lo poco rentable que era y debido a la proliferación de nuevas tecnologías para reproducción de vídeo como el DVD, que ofrecían más ventajas como mejor calidad de imagen, menús y contenido extra.

## Argumento
Tom Stall (Viggo Mortensen) es dueño de un restaurante y vive en la pequeña ciudad ficticia de Millbrook, Indiana, con su amada esposa Edie (Maria Bello), su hijo adolescente Jack (Ashton Holmes) y su hija Sarah (Heidi Hayes).
Una noche, dos hombres intentan robar en el restaurante. Cuando una camarera es amenazada, Tom mata a ambos ladrones con sorprendente habilidad y precisión. Su familia y la gente del pueblo lo aclama como un héroe, y el incidente lo convierte en una celebridad local. Tom es visitado por el gánster Carl Fogarty (Ed Harris), quien alega que Tom es en realidad un gánster de Filadelfia llamado Joey Cusack que tuvo tratos con él en la mafia irlandesa en Filadelfia. Tom lo niega con vehemencia, pero Carl es persistente y comienza a acechar a la familia Stall. Bajo la presión de Carl y su nueva fama, las relaciones de Tom con su familia se vuelven tensas. 
Después de una discusión con su padre sobre el uso de la violencia con un acosador de su escuela, Jack se escapa y es atrapado por Carl, quien, con Jack como su rehén, va con sus hombres a la caseta y exige que "Joey" regrese a Filadelfia con ellos. Después de que los mafiosos liberen a Jack, Tom está por unirse a ellos en su automóvil pero rápidamente mata a los dos secuaces con la misma precisión que usó contra los ladrones, sin embargo Carl le dispara a Tom antes de que pueda hacer lo mismo con él. Cuando el gánster se para sobre Tom, preparándose para matarlo, Tom finalmente deja caer la fachada y admite que en verdad es Joey. Sin embargo, antes de que Carl pueda dar un golpe de gracia, Jack lo mata con una escopeta. 
En el hospital, Edie se enfrenta a Tom, alegando que mientras atacaba a los hombres de Carl, ella vio al verdadero "Joey" del que hablaba Carl. Tom sorprende a Edie al admitir que en realidad es Joey Cusack, y que ha matado por dinero y por placer. Él le dice a Edie que se fue de Filadelfia para escapar de su violento pasado criminal. Esta admisión aumenta las tensiones de su matrimonio. 
Después de que Tom salga del hospital, Sam (Peter MacNeill), el sheriff local, le hace una visita. Sam le expresa confusión sobre todo lo que ha sucedido. Él le dice a Tom y Edie que estos mafiosos nunca tendrían tantos problemas a menos que estuvieran seguros de que tenían al hombre adecuado. Justo cuando Tom está a punto de confesar, Edie le miente a Sam, alegando que Tom es quien dice ser y que su familia ya ha sufrido lo suficiente. Sin palabras después de que Edie llore, Sam se va. Después, Edie y Jack continúan alejándose más de Tom, dejándolo aislado. Pronto recibe una llamada de su hermano Richie Cusack (William Hurt), quien también exige su regreso a Filadelfia, o de lo contrario vendrá a Indiana a buscarlo. Después de viajar para encontrarse con su hermano, Tom se entera de que los otros mafiosos a quienes había ofendido en Filadelfia penalizaron financieramente a Richie y retrasaron su avance en la organización. Tom se ofrece a hacer las paces, pero Richie ordena a sus hombres que maten a su hermano. Tom logra matar a la mayoría de los guardias y escapar. Mientras Richie y su último secuaz lo buscan, Tom los sorprende y los mata a ambos. 
Tom regresa a casa, donde el ambiente está tenso y silencioso mientras la familia se sienta en la mesa. Esto podría indicar que a pesar de lo sucedido al final deciden darle otra oportunidad aunque tal vez las cosas ya no sean como antes.

## Reparto
- Viggo Mortensen - Tom Stall / Joey Cusack
- Maria Bello - Edie Stall
- Ed Harris - Carl Fogarty
- Aidan Devine - Charles "Charlie" Roarke
- Bill McDonald - Frank Mulligan
- William Hurt - Richie Cusack
- Ian Matthews - Ruben
- Ashton Holmes - Jack Stall
- Heidi Hayes - Sarah Stall
- Stephen McHattie - Leland Jones
- Greg Bryk - Billy Orser
- Peter MacNeill - Sheriff Sam Carney
- Kyle Schmid - Bobby
- Sumela Kay. l.- Judy Danvers

## Producción
La mayor parte de la cinta fue filmada en Millbrook (Ontario). La escena final se rodó en la mansión Eaton Hall, localizada en King City (Ontario, Canadá).
Fue estrenada el 16 de mayo de 2005 en el Festival de Cannes y el 23 de septiembre siguiente en los Estados Unidos.
Fue el último lanzamiento de Hollywood en VHS, en el año 2006.

## Premios
| Año  | Premio                                                  | Categoría                                                       | Resultado |
| ---- | ------------------------------------------------------- | --------------------------------------------------------------- | --------- |
| 2005 | Festival de Cannes                                      | Sección oficial                                                 | Incluida  |
| 2005 | Premios Gotham                                          | Mejor película                                                  | Nominada  |
| 2005 | Premios Satellite                                       | Mejor película                                                  | Nominada  |
| 2005 | Premios Satellite                                       | Mejor actor en una película dramática (Viggo Mortensen)         | Nominado  |
| 2005 | Premios Satellite                                       | Mejor actriz de reparto en una película dramática (Maria Bello) | Nominada  |
| 2005 | Toronto Film Critics Association                        | Mejor película                                                  | Ganadora  |
| 2005 | Toronto Film Critics Association                        | Mejor película canadiense                                       | Ganadora  |
| 2005 | Toronto Film Critics Association                        | Mejor director (David Cronenberg)                               | Ganador   |
| 2006 | Premios BAFTA                                           | Mejor guion adaptado (Josh Olson)                               | Nominada  |
| 2006 | Círculo de Críticos de Cine de Londres                  | Película del año                                                | Nominada  |
| 2006 | Círculo de Críticos de Cine de Londres                  | Director del año (David Cronenberg)                             | Nominado  |
| 2006 | Círculo de Críticos de Cine de Londres                  | Actor del año (Viggo Mortensen)                                 | Nominado  |
| 2006 | Círculo de Críticos de Cine de Londres                  | Actriz del año (Maria Bello)                                    | Nominada  |
| 2006 | Premios César                                           | Mejor película extranjera                                       | Nominada  |
| 2006 | Globos de Oro                                           | Mejor película (drama)                                          | Nominada  |
| 2006 | Globos de Oro                                           | Mejor actriz en una película dramática (Maria Bello)            | Nominada  |
| 2006 | Sindicato francés de críticos de cine                   | Premio de la crítica a la mejor película extranjera             | Ganadora  |
| 2006 | Premios Bodil                                           | Mejor película extranjera                                       | Ganadora  |
| 2006 | Premios Óscar                                           | Mejor actor de reparto (William Hurt)                           | Nominado  |
| 2006 | Premios Óscar                                           | Mejor guion adaptado                                            | Nominada  |
| 2006 | Premios Empire                                          | Mejor thriller                                                  | Nominada  |
| 2006 | Premios Empire                                          | Mejor actor (Viggo Mortensen)                                   | Nominado  |
| 2006 | Premios Saturn                                          | Mejor película de acción/aventuras/thriller                     | Nominada  |
| 2006 | Premios Saturn                                          | Mejor actor (Viggo Mortensen)                                   | Nominado  |
| 2006 | Premios Saturn                                          | Mejor actor secundario (William Hurt)                           | Nominado  |
| 2006 | Premios David de Donatello                              | Mejor película extranjera                                       | Nominada  |
| 2006 | Premio Edgar                                            | Mejor guion (Josh Olson)                                        | Nominada  |
| 2006 | Sindicato de Directores de Canadá                       | Película destacada                                              | Ganadora  |
| 2006 | Sindicato de Directores de Canadá                       | Dirección destacada (David Cronenberg)                          | Ganadora  |
| 2006 | Sindicato de Directores de Canadá                       | Montaje destacado (Ronald Sanders)                              | Ganadora  |
| 2006 | Sindicato de Directores de Canadá                       | Edición de sonido destacada                                     | Ganadora  |
| 2006 | Sindicato de Directores de Canadá                       | Diseño de producción destacado (Carol Spier)                    | Nominada  |
| 2006 | Asociación de Críticos de Cine de Los Ángeles           | Mejor actor secundario (William Hurt)                           | Ganadora  |
| 2006 | Círculo de Críticos de Cine de Nueva York               | Mejor actor secundario (William Hurt)                           | Ganadora  |
| 2006 | Círculo de Críticos de Cine de Nueva York               | Mejor actriz secundaria (Maria Bello)                           | Ganadora  |
| 2006 | Sociedad de Críticos de Cine de San Diego               | Mejor montaje (Ronald Sanders)                                  | Ganadora  |
| 2006 | Asociación de Críticos de Cine de Austin                | Mejor actor secundario (William Hurt)                           | Ganadora  |
| 2006 | Central Ohio Film Critics Association                   | Mejor película                                                  | Ganadora  |
| 2006 | Central Ohio Film Critics Association                   | Mejor director (David Cronenberg)                               | Ganador   |
| 2006 | Central Ohio Film Critics Association                   | Mejor actuación de reparto (Maria Bello)                        | Ganadora  |
| 2006 | Asociación de Críticos de Cine de Chicago               | Mejor película                                                  | Nominada  |
| 2006 | Asociación de Críticos de Cine de Chicago               | Mejor director (David Cronenberg)                               | Ganador   |
| 2006 | Asociación de Críticos de Cine de Chicago               | Mejor guion (Josh Olson)                                        | Nominada  |
| 2006 | Asociación de Críticos de Cine de Chicago               | Mejor actriz secundaria (Maria Bello)                           | Ganadora  |
| 2006 | Kansas City Film Critics Circle                         | Mejor actriz secundaria (Maria Bello)                           | Ganadora  |
| 2006 | Asociación de la Elección de la Crítica Cinematográfica | Premio de la crítica a la mejor actriz secundaria (Maria Bello) | Nominada  |
| 2006 | National Society of Film Critics                        | Mejor director (David Cronenberg)                               | Ganador   |
| 2006 | National Society of Film Critics                        | Mejor actor secundario (Ed Harris)                              | Ganador   |
| 2006 | Sociedad de Críticos de Cine en Línea                   | Mejor película                                                  | Ganadora  |
| 2006 | Sociedad de Críticos de Cine en Línea                   | Mejor director (David Cronenberg)                               | Ganador   |
| 2006 | Sociedad de Críticos de Cine en Línea                   | Mejor guion adaptado (Josh Olson)                               | Nominada  |
| 2006 | Sociedad de Críticos de Cine en Línea                   | Mejor actor secundario (William Hurt)                           | Nominado  |
| 2006 | Sociedad de Críticos de Cine en Línea                   | Mejor actriz secundaria (Maria Bello)                           | Ganadora  |
| 2006 | Sociedad de Críticos de Cine en Línea                   | Mejor montaje (Ronald Sanders)                                  | Nominada  |
| 2006 | 50.ª edición de los Premios Sant Jordi                  | Mejor película extranjera                                       | Ganadora  |